# Metropolia bratysławska

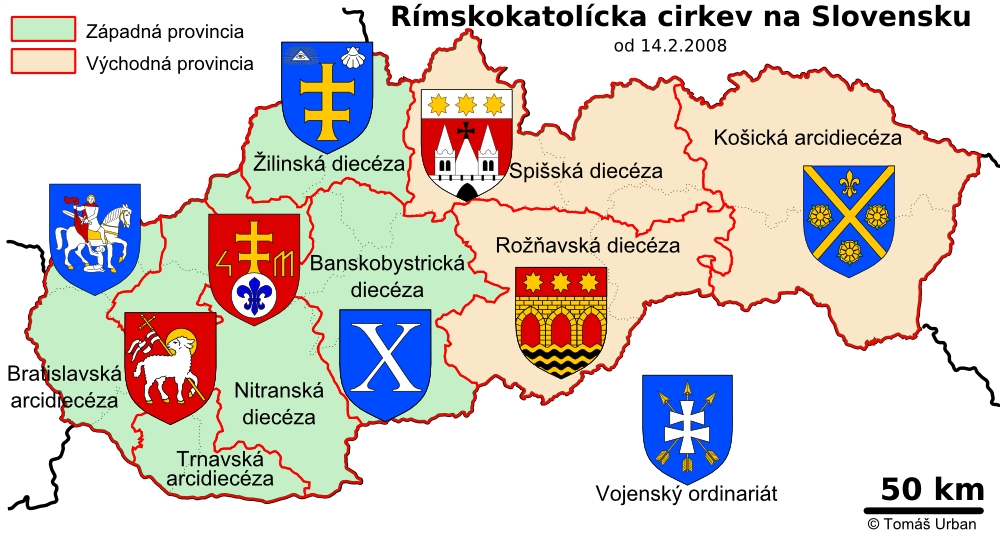
Metropolia bratysławska (na zielono)

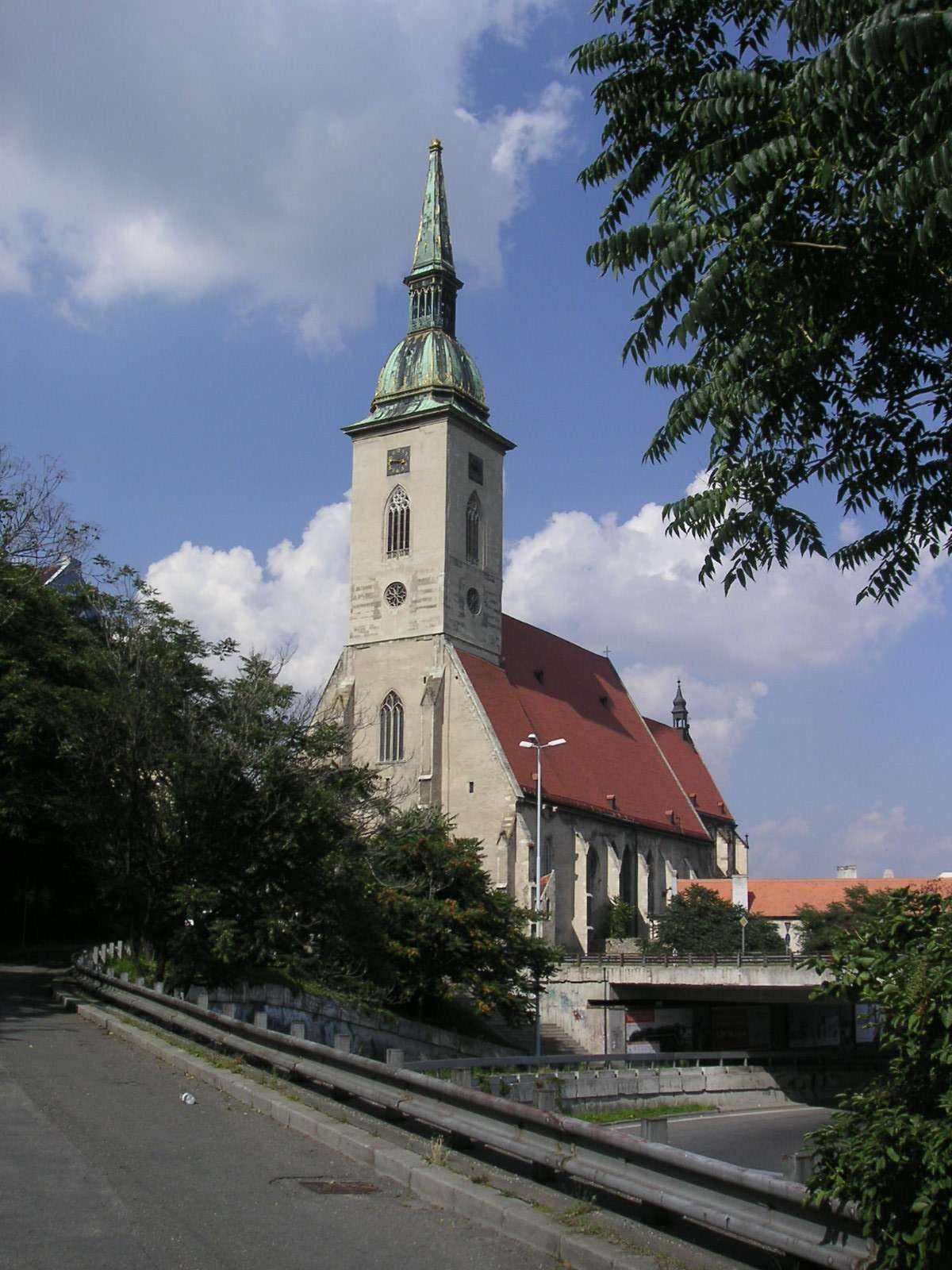
Katedra św. Marcina z Tours w Bratysławie

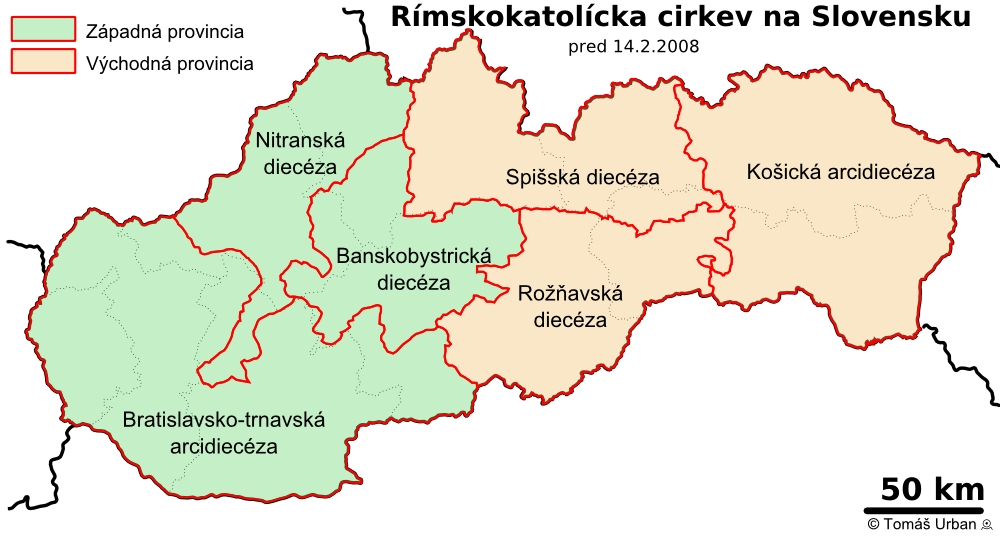
Metropolia bratysławsko-trnawska (do 2008)

Metropolia bratysławska – jedna z 2 metropolii obrządku łacińskiego w Kościele katolickim na Słowacji, obejmująca zachodnią część kraju. 

## Dane ogólne
- Powierzchnia: 28 796 km²
- Ludność: 3 030 928
- Dekanaty: 50
- Parafie: 786
  - Katolicy: 2 314 098
  - Udział procentowy: 76,3%
- Księża:
  - diecezjalni: 838
  - zakonni: 314
- Zakonnicy: 547
- Siostry zakonne: 1 439

## Historia
Pierwotnie tereny te podlegały ustanowionej w XI wieku metropolii ostrzyhomskiej. W 1918 rozpadła się monarchia austro-węgierska, a jednym z państw powstałych na jej gruzach była Czechosłowacja, w której granicach znalazła się spora część metropolii ostrzyhomskiej. 
30 grudnia 1977 papież Paweł VI na mocy konstytucji apostolskiej Qui divino utworzył metropolię trnawską, której jako sufraganię przydzielił diecezję: bańskobystrzycką, koszycką, nitrzańską, rożnawską i spiską.
31 maja 1995 wyodrębniono z niej nową metropolię ze stolicą w Koszycach. Samą metropolię przekształcono w metropolię bratysławsko-trnawską.
Ostatnia reforma miała miejsce 14 lutego 2008 kiedy to przeniesiono siedzibę metropolity z Trnawy do Bratysławy.

## Podział administracyjny
1. Archidiecezja bratysławska
2. Archidiecezja trnawska
3. Diecezja bańskobystrzycka
4. Diecezja nitrzańska
5. Diecezja żylińska

## Metropolici
- 1977 - 1987 - bp Julius Gábriš, administrator apostolski
- 1987 - 1989 - wakat
- 1989 - 2008 - abp Ján Sokol
- od 2008 - abp Stanislav Zvolenský